# 浅草の灯
『浅草の灯』（あさくさのひ）は、浜本浩の中編小説。

## 梗概
1937年2月2日から4月13日まで「東京日日新聞」に連載され、同年、島津保次郎監督で映画化され（浅草の灯 (1937年の映画)）、戦後二度リメイクされた（1956年3月11日『浅草の灯』大映東京　田中重雄監督、1964年3月14日『浅草の灯 踊子物語』日活　斎藤武市監督）。
1938年2月に、第1回新潮社文芸賞第二部大衆文芸賞を受賞し、第5回直木賞候補作「人間曲馬団」と抱き合わせた単行本『浅草の灯』が新潮社より刊行された。続編「続浅草の灯」がある。

## あらすじ
第一次大戦後、関東大震災直前の浅草オペラにおける架空の「日本座」を舞台に、スターの山上七郎を中心として青春群像を描く。一座には芸術協会から流れてきた佐々木紅光と妻の松島摩梨枝がいて、「ボッカチオ」や「カルメン」を上演している。紅光は、島村抱月と佐々紅華を混ぜて舞台俳優としたものだが、紅光は観客から下品なヤジを飛ばされ、自分は芸術家だ、芸人じゃないと言って舞台を降りてしまう。
浅草オペラに集う「ペラゴロ」の一人・神田長次郎は「ポカ長」のあだ名があり、「ポッカチオ」をもじったものだ（浜本の原作に「ポッカチオ」と書いてある）。山上は浅草公園でポカ長と知り合い、一座の若手小杉麗子を預ける。バー「トスキナ」に来る成金の半田耕平が、麗子を抱かせろと摩梨枝にカネを渡したのだ。一方ペラゴロの仲間飛鳥井は肺病で死んでしまい、若者らにはかなさを感じさせ、一座の吉野紅子は山上を慕っているが、自分の体は汚れていると言う。大阪へ去った香取、ポカ長は麗子と結ばれる。

## 掲載書誌
『大衆文学大系　群司次郎正・浜本浩・片岡鉄兵・北村小松・藤沢桓夫集』講談社、1973

## 映画
- 浅草の灯（1937年12月2日）松竹、監督：島津保次郎
- 浅草の灯（1956年3月11日）大映東京、監督：田中重雄[3]
- 浅草の灯 踊子物語（1964年3月14日）日活　監督：斎藤武市

## テレビドラマ
1963年9月29日、テレビ朝日『シオノギ日本映画名作ドラマ』で放送。1937年の映画をドラマにリメイクした作品。